# Quasillitidae
De Quasillitidae zijn een familie van uitgestorven kreeftachtigen uit de klasse van de Ostracoda (mosselkreeftjes).

## Geslachten
- Absina †
- Eriella Stewart & Hendrix, 1945 †
- Euglyphella Warthin, 1934 †
- Graphiadactyllis Roth, 1929 †
- Graphiadactylloides Green, 1963 †
- Jefina Adamczak, 1976 †
- Jenningsina Coryell & Malkin, 1936 †
- Ovatoquasillites Lethiers, 1978 †
- Ponderodictya Coryell & Malkin, 1936 †
- Quasillites Coryell & Malkin, 1936 †
- Svantovites Pokorny, 1951 †